# Bougainvillea spectabilis
Bougainvillea spectabilis es una planta trepadora de la familia Nyctaginaceae. Es originaria de Brasil donde se encuentra en la Amazonia y la Mata Atlántica.

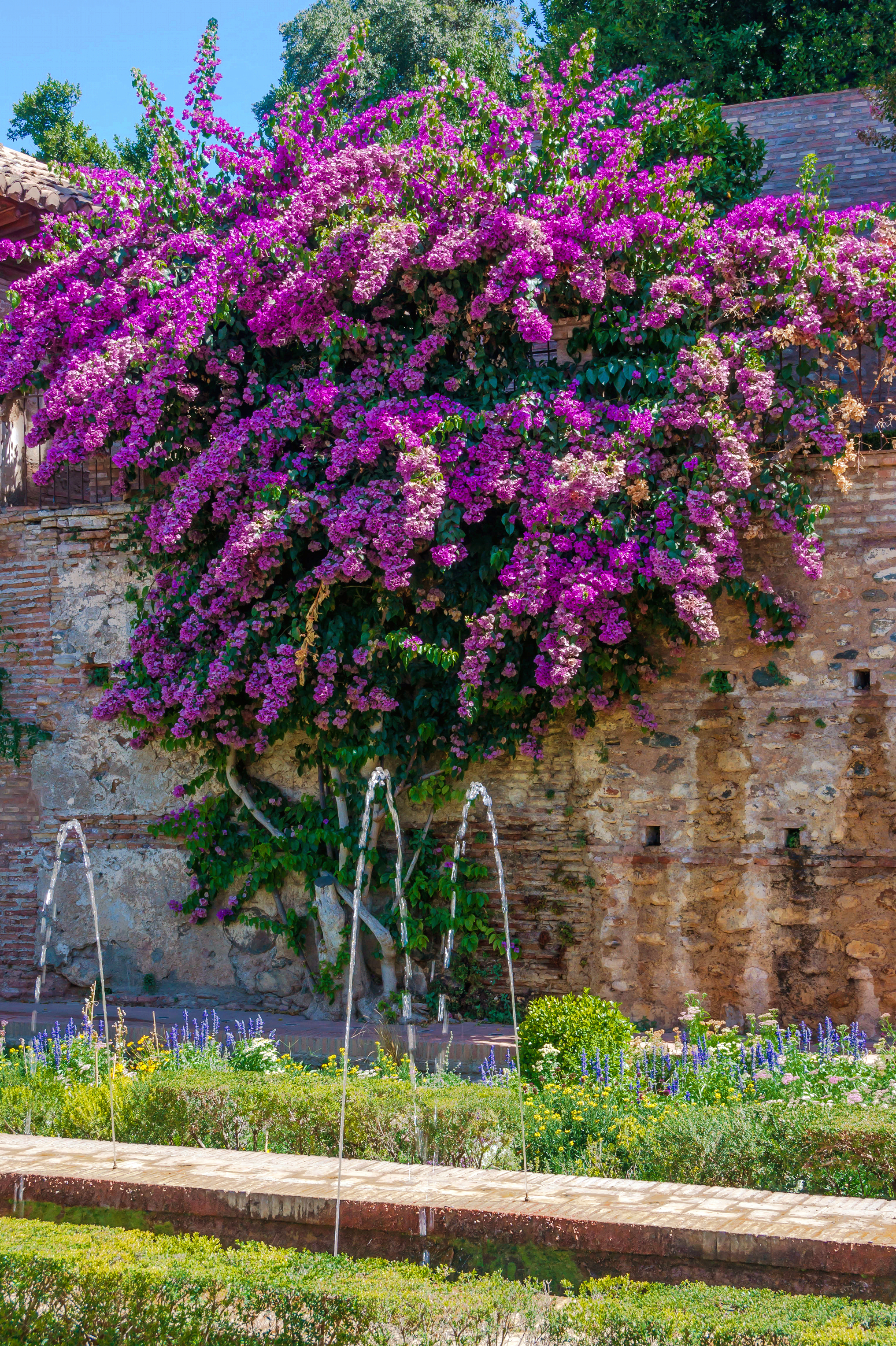
Vista general.

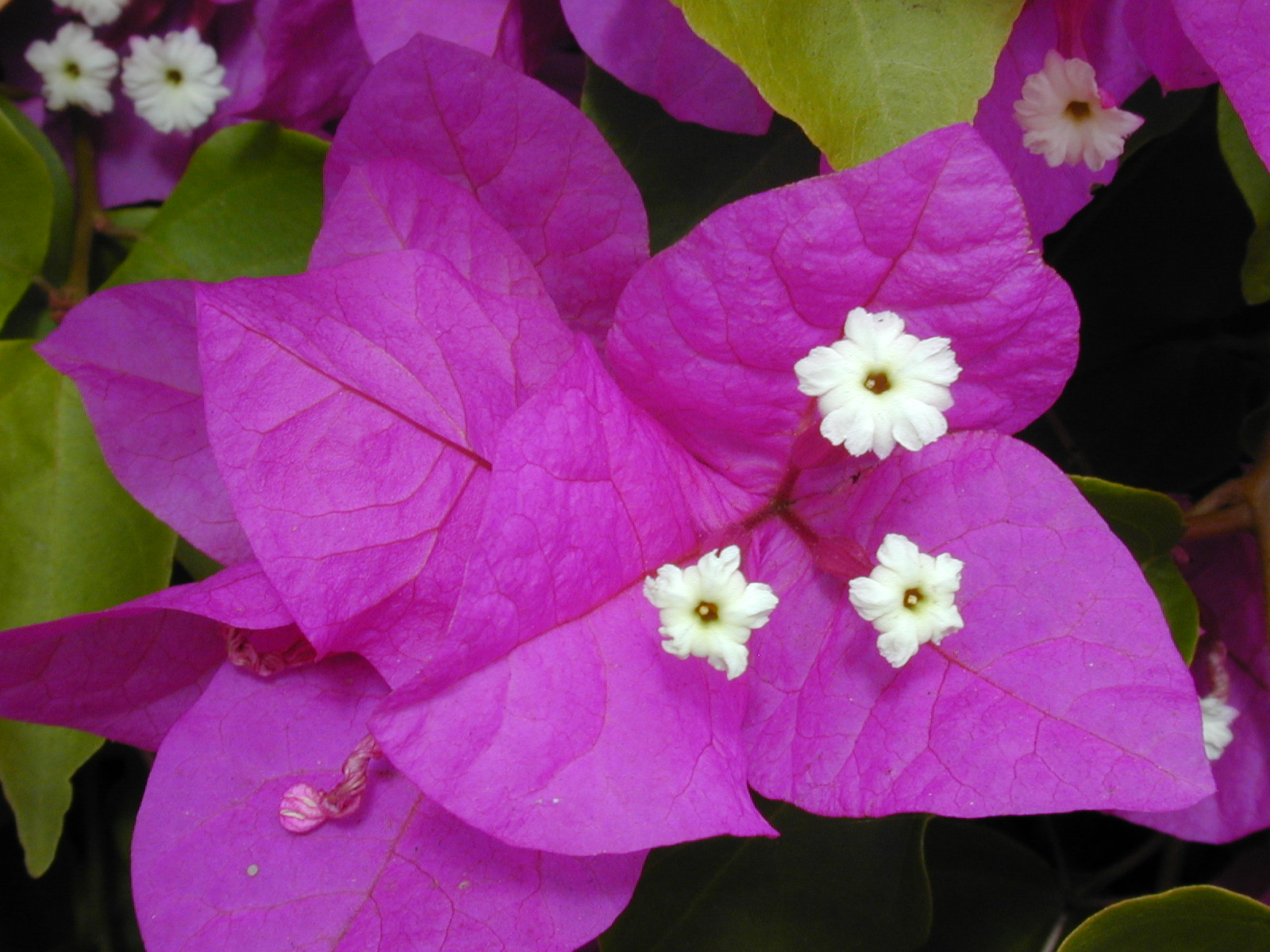
Detalle de un grupo de 3 flores y sus brácteas.

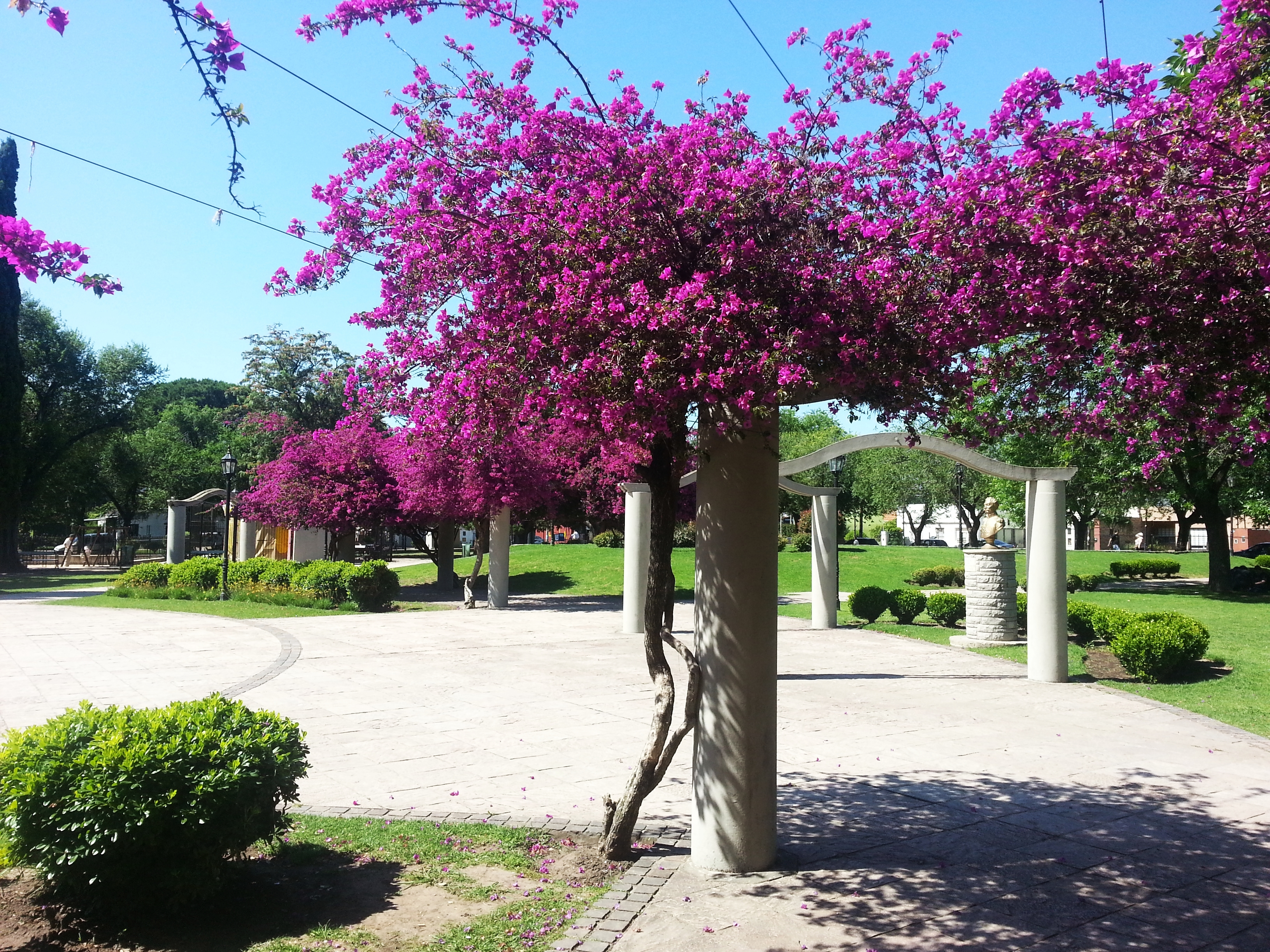
Vista de la plaza Gral. Ángel Pacheco, en la ciudad de General Pacheco, partido de Tigre, provincia de Buenos Aires. Por el color destacado de sus brácteas, Bougainvillea spectabilis se utiliza como planta ornamental en paisajismo.

## Descripción
Es un arbusto perenne, espinoso, ramoso, de crecimiento rápido, puede alcanzar 10 m; no trepa, se apoya, no cuenta con zarcillos. Hojas elípticas, de 10 cm de largo, de base estrecha y ápice agudo, glabras o pubescentes; hay variedades variegadas. Es caducifolia en regiones templadas, y perennifolia en zonas tropicales.
Florece en primavera, verano, hasta el otoño. No destacan sus flores, sino sus esplendorosas brácteas, que envuelven a las flores. Son de variados colores: blanco, rosa, carmín, morado, amarillo, beige, entre otros.
Requiere un pH del suelo entre 5,6 a 7,5.

## Taxonomía
Bougainvillea spectabilis fue descrita por Carl Ludwig Willdenow y publicado en Species Plantarum. Editio quarta, 2(1),p. 348 en 1799.
Etimología
Bougainvillea: nombre genérico que fue creado por Philibert Commerson (1727-1773) en honor de Louis Antoine de Bougainville (1729-1811), el marino y explorador francés que trajo por primera vez la planta a Europa desde Brasil, y de quién era el botánico que le acompañó en su expedición alrededor del mundo de 1766 a 1769. Su publicación fue obra de Antoine Laurent de Jussieu en su Genera Plantarum (Jussieu), 91, en 1789.
spectabilis: epíteto latino que significa "notable, espectacular".
Sinonimia
- Bougainvillea bracteata Pers.
- Bougainvillea brasiliensis Raeusch.
- Bougainvillea brasiliensis Lund ex Choisy
- Bougainvillea peruviana Nees & Mart.
- Bougainvillea speciosa Schnizl.
- Bougainvillea virescens Choisy[5]

## Nombres comunes
Recibe distintos nombres según el país considerado. Los más utilizados en países de habla hispana son:
- Bugambilia, bugambilias, buganvilla.
- Santa Rita: Argentina, Bolivia, Paraguay, Uruguay.
- Veranera: Colombia, Panamá, Costa Rica, Nicaragua, El Salvador, Ecuador
- Papelillo: zona norte de Perú.
- Trinitaria, veraneras, flor de papel, enredadera de papel, buganvilia, buganvil, santarrita, camelina.